# 側頭耳介筋
側頭耳介筋（そくとうじかいきん）は、人間の頭部の浅頭筋のうち、耳周囲の耳介筋に含まれる筋肉である。皮筋である。帽状腱膜の外縁から起始し、外耳周囲の筋膜に停止する。作用は耳介を上げる。顔面神経後耳介枝・側頭枝支配。